# Lijst van voetbalinterlands Nederland - Wit-Rusland (mannen)
Deze lijst van voetbalinterlands is een overzicht van alle officiële voetbalwedstrijden tussen de nationale teams van Nederland en Wit-Rusland. De landen hebben tot op heden tien keer tegen elkaar gespeeld. De eerste wedstrijd, een kwalificatiewedstrijd voor het Europees kampioenschap voetbal 1996, was op 7 juni 1995 in Minsk. De laatste ontmoeting, een kwalificatiewedstrijd voor het Europees kampioenschap voetbal 2020, vond plaats op 13 oktober 2019 in de Wit-Russische hoofdstad.

## Wedstrijden
| №  | № Int NED | Plaats    | Datum            | Competitie           | Wedstrijd               | Uitslag |
| -- | --------- | --------- | ---------------- | -------------------- | ----------------------- | ------- |
| 1  | 519       | Minsk     | 7 juni 1995      | EK 1996 kwalificatie | Wit-Rusland − Nederland | 1 − 0   |
| 2  | 520       | Rotterdam | 6 september 1995 | EK 1996 kwalificatie | Nederland − Wit-Rusland | 1 − 0   |
| 3  | 594       | Eindhoven | 7 september 2002 | EK 2004 kwalificatie | Nederland − Wit-Rusland | 3 − 0   |
| 4  | 601       | Minsk     | 7 juni 2003      | EK 2004 kwalificatie | Wit-Rusland − Nederland | 0 − 2   |
| 5  | 646       | Eindhoven | 6 september 2006 | EK 2008 kwalificatie | Nederland − Wit-Rusland | 3 − 0   |
| 6  | 661       | Minsk     | 21 november 2007 | EK 2008 kwalificatie | Wit-Rusland − Nederland | 2 − 1   |
| 7  | 774       | Rotterdam | 7 oktober 2016   | WK 2018 kwalificatie | Nederland − Wit-Rusland | 4 − 1   |
| 8  | 785       | Borisov   | 7 oktober 2017   | WK 2018 kwalificatie | Wit-Rusland − Nederland | 1 − 3   |
| 9  | 799       | Rotterdam | 21 maart 2019    | EK 2020 kwalificatie | Nederland − Wit-Rusland | 4 − 0   |
| 10 | 806       | Minsk     | 13 oktober 2019  | EK 2020 kwalificatie | Wit-Rusland − Nederland | 1 − 2   |

## Samenvatting
| Competitie      | Totaal gespeeld | Winst Nederland | Gelijk | Winst Wit-Rusland | Doelsaldo Nederland – Wit-Rusland |
| --------------- | --------------- | --------------- | ------ | ----------------- | --------------------------------- |
| WK-kwalificatie | 2               | 2               | 0      | 0                 | 7 − 2                             |
| EK-kwalificatie | 8               | 6               | 0      | 2                 | 16 − 4                            |
| Totaal          | 10              | 8               | 0      | 2                 | 23 − 6                            |

Wedstrijden bepaald door strafschoppen worden, in lijn met de FIFA, als een gelijkspel gerekend.

## Details

### Eerste ontmoeting
| EK 1996 kwalificatie (Minsk, Wit-Rusland, 7 juni 1995):         |       |           |
| Wit-Rusland                                                     | 1 – 0 | Nederland |
| Sergei Gerasimets 27'                                           | goals |           |
| - Debuut van Edwin van der Sar (Ajax) in het Nederlands elftal. |       |           |

### Tweede ontmoeting
| EK 1996 kwalificatie (Rotterdam, Nederland, 6 september 1995): |       |             |
| Nederland                                                      | 1 – 0 | Wit-Rusland |
| Youri Mulder 84'                                               | goals |             |

### Derde ontmoeting
| EK 2004 kwalificatie (Eindhoven, Nederland, 7 september 2002):    |       |             |
| Nederland                                                         | 3 – 0 | Wit-Rusland |
| Edgar Davids 35' Patrick Kluivert 37' Jimmy Floyd Hasselbaink 73' | goals |             |

### Vierde ontmoeting
| EK 2004 kwalificatie (Minsk, Wit-Rusland, 7 juni 2003): |       |                                        |
| Wit-Rusland                                             | 0 – 2 | Nederland                              |
|                                                         | goals | 62' Marc Overmars 68' Patrick Kluivert |

### Vijfde ontmoeting
| EK 2008 kwalificatie (Eindhoven, Nederland, 6 september 2006): |       |             |
| Nederland                                                      | 3 – 0 | Wit-Rusland |
| Robin van Persie 32' Robin van Persie 78' Dirk Kuijt 90'       | goals |             |

### Zesde ontmoeting
| EK 2008 kwalificatie (Minsk, Wit-Rusland, 21 november 2007): |       |                          |
| Wit-Rusland                                                  | 2 – 1 | Nederland                |
| Vitali Bulyga 49' Vladimir Korytko 65'                       | goals | 89' Rafael van der Vaart |

### Zevende ontmoeting
| WK 2018 kwalificatie (Rotterdam, Nederland, 7 oktober 2016): |              | |
| Nederland | 4 – 1        | Wit-Rusland |
| Quincy Promes 15' Quincy Promes 31' Davy Klaassen 55' Vincent Janssen 64' | goals        | 47' Aleksei Rios |
| Danny Blind | bondscoach   | Aljaksandr Khatskevitsj |
| Maarten Stekelenburg Rick Karsdorp Virgil van Dijk Jeffrey Bruma Daley Blind Kevin Strootman 79' Davy Klaassen Georginio Wijnaldum Wesley Sneijder 46' Quincy Promes Vincent Janssen 84' | opstellingen | Andrej Garboenov Denis Poljakov Mikhail Sivakov Sjarhej Palitsevitsj Maksim Bardatsjov Aleksei Rios 46' Ivan Maevski Mikita Korzoen 68' Sjarhej Krivets Sergej Kornilenko 74' Mihail Hardzeitsjoek |
| Davy Pröpper 46' Jordy Clasie 79' Bas Dost 84' | wissels      | 46' Aljaksandr Hleb 68' Sjarhej Kisljak 74' Maksim Valadzko |
| | gele kaarten | 57' Aleksei Rios |
| - Debuut van Rick Karsdorp (Feyenoord) voor Nederland. Hij is de elfde speler die zijn debuut in het Nederlands elftal maakt onder bondscoach Danny Blind. - Eerste interland van doelman Maarten Stekelenburg sinds 16 oktober 2012. - Eerste interland van Oranje in De Kuip sinds 31 mei 2014 (oefenduel Nederland-Ghana). - Eerste interlanddoelpunt van Aleksei Rios voor Wit-Rusland |              | |

### Achtste ontmoeting
| WK 2018 kwalificatie (Borisov, Wit-Rusland, 7 oktober 2017):   |       |                                                              |
| Wit-Rusland                                                    | 1 – 3 | Nederland                                                    |
| Maksim Valadzko 55'                                            | goals | 24' Davy Pröpper 84' (pen.) Arjen Robben 90+3' Memphis Depay |
| - Debuut van Aljaksandr Karnitski (FC Tosno) voor Wit-Rusland. |       |                                                              |

### Negende ontmoeting
| EK 2020 kwalificatie (Rotterdam, Nederland, 21 maart 2019):                    |       |             |
| Nederland                                                                      | 4 – 0 | Wit-Rusland |
| Memphis Depay 1' Georginio Wijnaldum 21' Memphis Depay 55' Virgil van Dijk 86' | goals |             |

### Tiende ontmoeting
| EK 2020 kwalificatie (Minsk, Wit-Rusland, 13 oktober 2019): |       |                                                 |
| Wit-Rusland                                                 | 1 – 2 | Nederland                                       |
| Stanislav Dragoen 53'                                       | goals | 32' Georginio Wijnaldum 41' Georginio Wijnaldum |

KNVB ·
A-internationals ·
Bondscoaches (m) ·
Topscorers ·
Nederlands vrouwenelftal ·
Bondscoaches (v) ·
Nederland B ·
Olympisch elftal ·
Jong Oranje ·
Nederland –20 ·
Nederland –19 ·
Nederland –18 ·
Nederland –17 ·
Nederland –16 ·
Nederland –15 ·
Nederlands amateurelftal ·
Nederlands zaterdagelftal ·
Jong OranjeLeeuwinnen ·
Vrouwen –20 ·
Vrouwen –19 ·
Vrouwen –18 ·
Vrouwen –17 ·
Vrouwen –16 ·
Vrouwen –15 ·
Militair mannenelftal ·
Militair vrouwenelftal ·
Strandteam ·
Vrouwen Strandteam ·
Futsalteam ·
Vrouwen Futsalteam

EK-wedstrijden ·
WK-wedstrijden ·
Resultaten kwalificaties en eindronden ·
Nederland B-wedstrijden ·
Officieuze wedstrijden ·
EK-wedstrijden vrouwen ·
WK-wedstrijden vrouwen ·
Resultaten vrouwen kwalificaties en eindronden
1905 – 1919 ·
1920 – 1929 ·
1930 – 1939 ·
1940 – 1949 ·
1950 – 1959 ·
1960 – 1969 ·
1970 – 1979 ·
1980 – 1989 ·
1990 – 1999 ·
2000 – 2009 ·
2010 – 2019 ·
2020 – 2029
2015 ·
2016 ·
2017 ·
2018 ·
2019 ·
2020 ·
2021 · 
2022
EK's: 1976 · 
1980 · 
1988 · 
1992 · 
1996 · 
2000 · 
2004 · 
2008 · 
2012 · 
2020 · 
2024
WK's: 1934 · 
1938 · 
1974 · 
1978 · 
1990 · 
1994 · 
1998 · 
2006 · 
2010 · 
2014 · 
2022
OS: 1908 ·
1912 ·
1920 ·
1924 ·
1928 ·
1948 ·
1952 ·
2008
Albanië ·
Andorra ·
Argentinië ·
Armenië ·
Australië ·
België ·
Bosnië en Herzegovina ·
Brazilië ·
Bulgarije ·
Canada ·
Chili ·
China ·
Colombia ·
Costa Rica ·
Curaçao ·
Cyprus ·
DDR ·
Denemarken ·
Duitsland ·
Ecuador ·
Egypte ·
Engeland ·
Estland ·
Faeröer ·
Finland ·
Frankrijk ·
GOS · 
Georgië ·
Ghana ·
Gibraltar ·
Griekenland ·
Hongarije ·
Ierland ·
IJsland ·
Indonesië ·
Iran ·
Israël ·
Italië ·
Ivoorkust ·
Japan ·
Joegoslavië ·
Kameroen ·
Kazachstan ·
Kroatië ·
Letland ·
Liechtenstein ·
Luxemburg ·
Malta ·
Marokko ·
Mexico ·
Moldavië ·
Montenegro ·
Nederlandse Antillen ·
Nigeria ·
Noord-Ierland ·
Noord-Macedonië ·
Noorwegen ·
Oekraïne ·
Oostenrijk ·
Paraguay ·
Peru ·
Polen ·
Portugal ·
Qatar ·
Roemenië ·
Rusland ·
Saarland ·
San Marino ·
Saoedi-Arabië ·
Schotland ·
Senegal ·
Servië en Montenegro ·
Slovenië ·
Slowakije ·
Sovjet-Unie ·
Spanje ·
Suriname ·
Thailand ·
Tsjechië ·
Tsjecho-Slowakije ·
Tunesië ·
Turkije ·
Uruguay ·
Verenigd Koninkrijk ·
Verenigde Staten ·
Wales ·
Wit-Rusland ·
Zuid-Afrika ·
Zuid-Korea ·
Zweden ·
Zwitserland
Argentinië (1978) ·
Argentinië (2006) ·
Argentinië (2014) ·
Argentinië (2022) ·
Australië (2014) ·
Brazilië (2014) ·
Chili (2014) · 
Costa Rica (2014) ·
Denemarken (2010) ·
Denemarken (2012) ·
Duitsland (2012) · 
Ecuador (2022) · 
Frankrijk (2008) ·
Italië (2008) ·
Ivoorkust (2006) ·
Japan (2010) ·
Kameroen (2010) ·
Mexico (2014) · 
Noord-Macedonië (2021) · 
Oekraïne (2021) · 
Oostenrijk (2021) · 
Portugal (2006) ·
Portugal (2012) ·
Portugal (2019) ·
Qatar (2022) ·
Roemenië (2008) ·
Rusland (2008) ·
San Marino (2011) ·
Senegal (2022) ·
Servië en Montenegro (2006) ·
Sovjet-Unie (1988) ·
Spanje (2010) ·
Spanje (2014) ·
Tsjechië (2021) · 
Uruguay (2010) ·
Verenigde Staten (2022) · 
West-Duitsland (1974)
BFF · A-internationals · Bondscoaches · Statistieken · Wit-Russisch vrouwenelftal · Olympisch elftal · W-Rusland U21 · W-Rusland U19 · W-Rusland U18 · W-Rusland U17 · W-Rusland U16
1990 – 1999 · 
2000 – 2009 · 
2010 – 2019 ·
2020 − 2029
1992 · 
1993 · 
1994 · 
1995 · 
1996 · 
1997 · 
1998 · 
1999 · 
2000 · 
2001 · 
2002 · 
2003 · 
2004 · 
2005 · 
2006 · 
2007 · 
2008 · 
2009 · 
2010 · 
2011 · 
2012 · 
2013 ·
2014 ·
2015 ·
2016 ·
2017 ·
2018 ·
2019 ·
2020 ·
2021 ·
2022 ·
2023
Albanië · 
Andorra · 
Argentinië · 
Armenië · 
Azerbeidzjan · 
Bahrein ·
België ·
Bosnië en Herzegovina · 
Bulgarije · 
Canada · 
Cyprus · 
Denemarken · 
Duitsland · 
Ecuador · 
Egypte · 
Engeland · 
Estland · 
Finland · 
Frankrijk · 
Gabon ·
Georgië · 
Griekenland · 
Hongarije · 
Honduras · 
Ierland ·
IJsland · 
India ·
Iran · 
Israël · 
Italië ·
Japan ·
Jordanië · 
Kazachstan ·
Kirgizië · 
Kosovo ·
Kroatië · 
Letland · 
Libië · 
Liechtenstein ·
Litouwen · 
Luxemburg · 
Malta · 
Mexico ·
Moldavië · 
Montenegro · 
Nederland · 
Nieuw-Zeeland ·
Noord-Ierland ·
Noord-Macedonië ·  
Noorwegen · 
Oekraïne · 
Oezbekistan · 
Oman · 
Oostenrijk · 
Peru · 
Polen · 
Roemenië · 
Rusland · 
San Marino · 
Saoedi-Arabië · 
Schotland · 
Slovenië · 
Slowakije · 
Spanje ·
Syrië ·
Tadzjikistan · 
Tsjechië · 
Tunesië · 
Turkije · 
Verenigde Arabische Emiraten · 
Wales · 
Zuid-Korea · 
Zweden · 
Zwitserland